# Mezní Louka

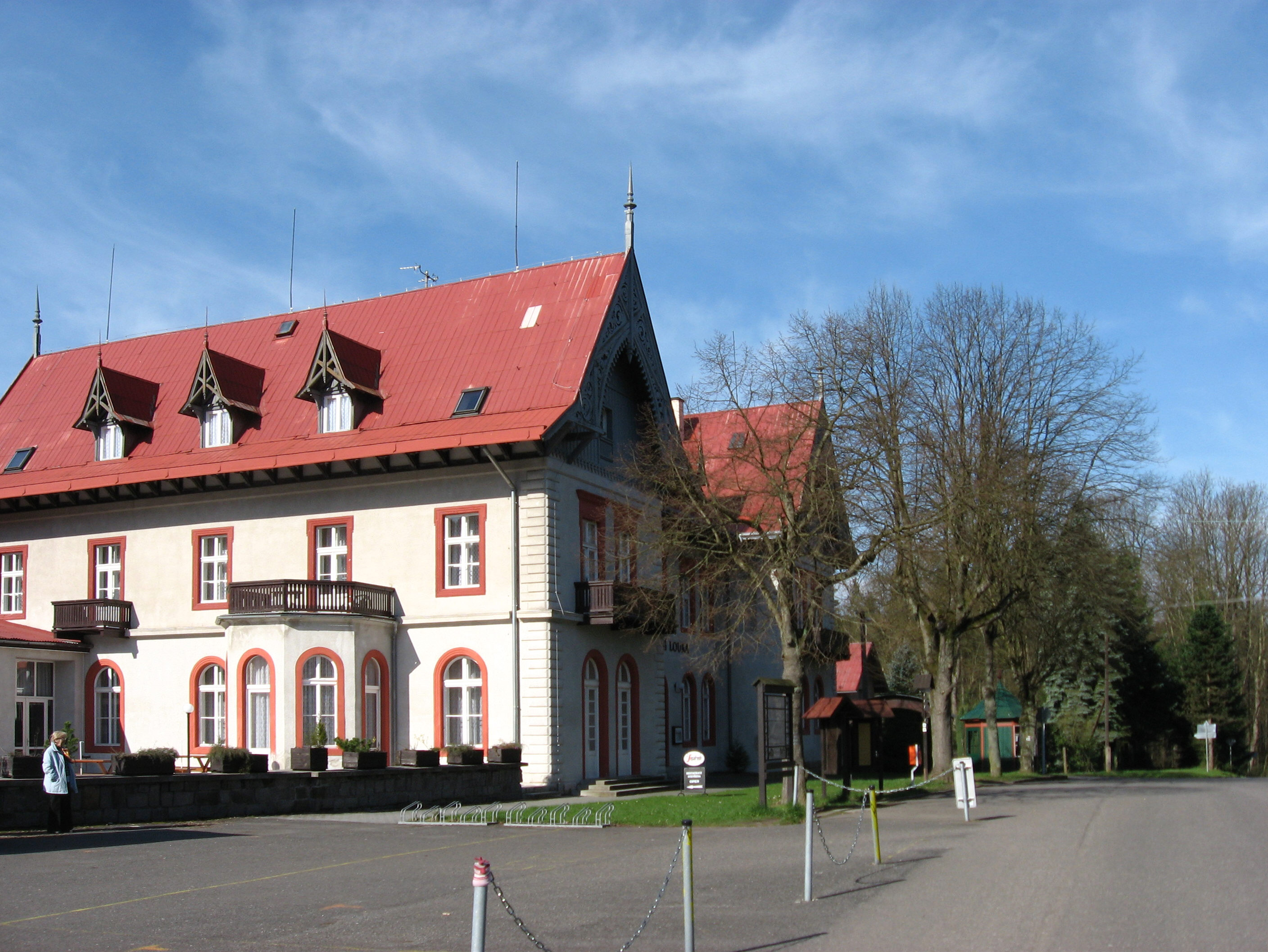
Hotel Mezní Louka

Mezní Louka je rekreační osada na východě katastrálního území Mezná u Hřenska, části obce Hřensko.

## Historie
Původně stávala v místech osady pouze lesovna, poprvé zmiňovaná roku 1794. Roku 1838 zde byl postaven penzion. Do konce 19. století v osadě stály 2 domy a žilo zde 10 obyvatel. V roce 1892 zde nechal kníže Edmund Clary-Aldringen postavit lázně, později přestavěné na hotel. Pokus o lázeňství však dopadl neúspěšně. Do roku 1945 zde stály 4 domy a žilo zde 25 obyvatel. V letech 1859-1867 došlo k vybudování silnice s Vysokou Lípou.

## Turistika
Mezní Louka představuje křižovatku turistických a cyklistických stezek, které vedou celým NP České Švýcarsko. U silnice na Hřensko rostl Cikánský smrk. Jednalo se o solitérní smrk ztepilý vysoký 30 metrů a stářím odhadovaným na 200 let. Smrk v prosinci 2013 zlomila vichřice orkánu Xaver. Správa národního parku ponechá strom na místě jako útočiště pro hmyz.

## Dostupnost
Osadou vede silnice z Hřenska na Vysokou Lípu s odbočkou na Meznou. Z turistický stezek tudy vedou hned čtyři – červená (od Pravčické brány na Šaunštejn a Malou Pravčickou bránu), zelená (od Mezné do Hlubokého dolu) a začínají zde žlutá (na Šaunštejn) a modrá (na Vysokou Lípu). Kromě toho se jedná o jedno z východisek naučné stezky Okolím Hřenska a vede odtud cesta k Pravčické bráně, Divoké soutěsce a Edmundově soutěsce. Cyklisty sem přivede cyklotrasa 21 (od Hřenska na Vysokou Lípu) a začínají zde cyklotrasy 21A (na Meznou) a 3030 (Tondovou dírou do Hlubokého dolu).